# Kolonáda v Teplicích
Kolonáda je lázeňská kolonáda v Teplicích vybudována mezi lety 1981 a 1986 podle návrhu architekta a designéra Otakara Binara. Vzhledem k typu teplické lázeňské terapie není kolonáda primárně stavbou funkční, ale její význam je spíše symbolický.

## Budova
Kolonáda tvoří integrální součást návrhu Domu kultury v Teplicích od architekta Karla Hubáčka. Vytváří subtilní protiváhu k jeho objemu lapidární formy a zároveň funkčně slouží i jako jeho velkorysý nástupní prostor.
Robustní základní ocelový skelet kolonády je doplněn jemnou konstrukcí nesoucí jednotlivé menší skleněné pláty, které v poměrně drobném rastru pokrývají jak její sedlové zastřešení tak horní polovinu svislých stěn stavby. Tím je dosaženo zdůraznění kontrastu mezi pevným a křehkým materiálem. Precizní technické provedení detailů tvoří svébytný výrazový prostředek a konstrukce samotná má být chápána jako estetická hodnota. Tato technologická poetičnost je pro stavby architektů ateliéru SIAL typická. 
V roce 2020 byl podán podnět na prohlášení budovy kulturní památkou.

## Urbanismus
Objekt kolonády je součástí urbanistické studie centra Teplic od autorů Michala Brixe a Martina Rajniše, která měla za úkol stanovit koncepci rozvoje po asanaci části starého města. Autoři využívají kolonádu jako rehabilitaci uliční čáry a jako hmotové doplnění objektu Domu kultury. Tento záměr pak předurčuje její netypické umístění ve struktuře zástavby, které neaspiruje na vytvoření hlavního vycházkového korza přilehlého parku a lázní. Stavba kopíruje průběh ulice U Divadla zalomením linie své půdorysné stopy.

### Umělecká výzdoba
Součástí kolonády je plastika – skleněný nakloněný sloup z lepeného skla od Vladimíra Procházku.

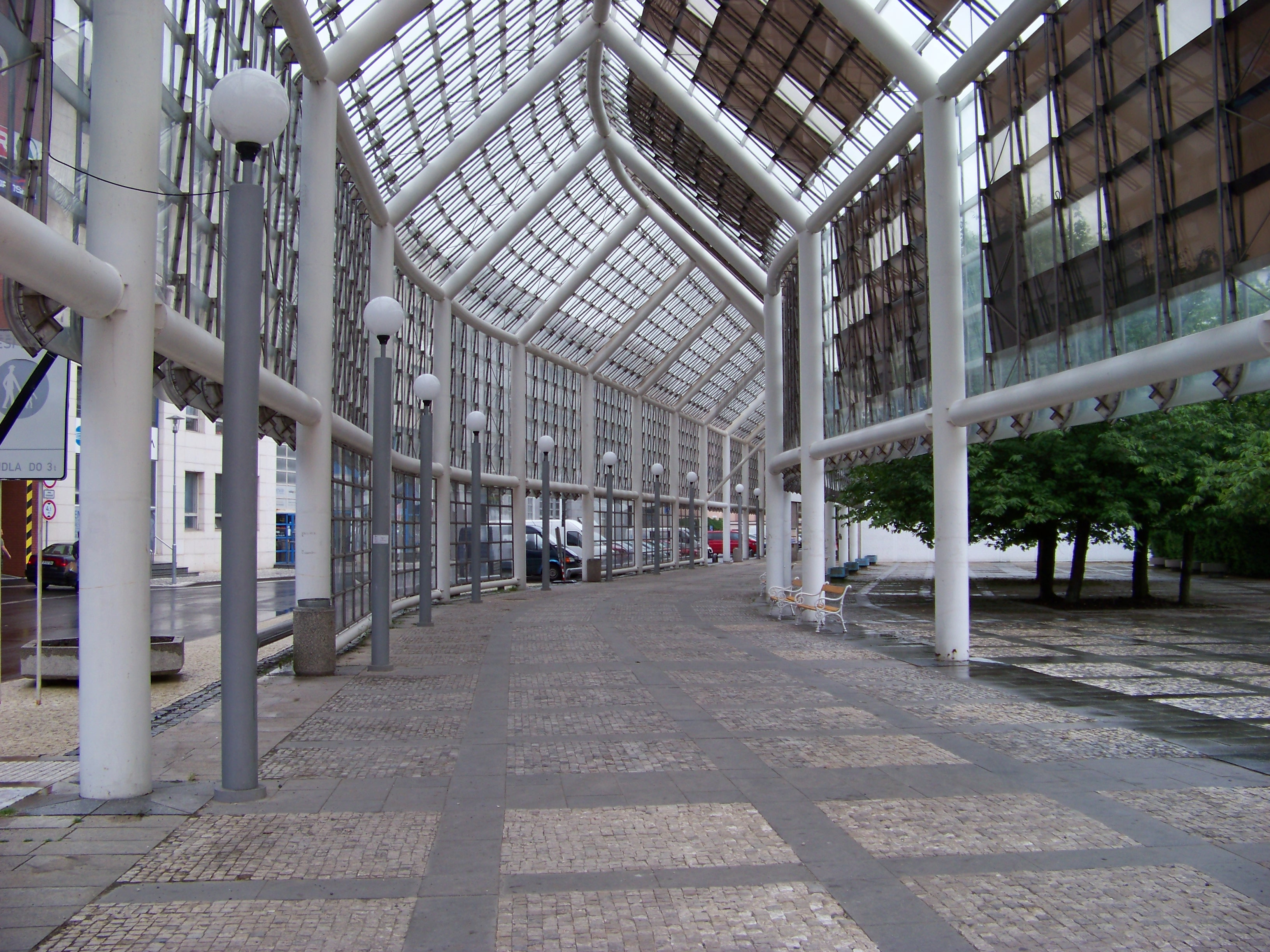
Kolonáda
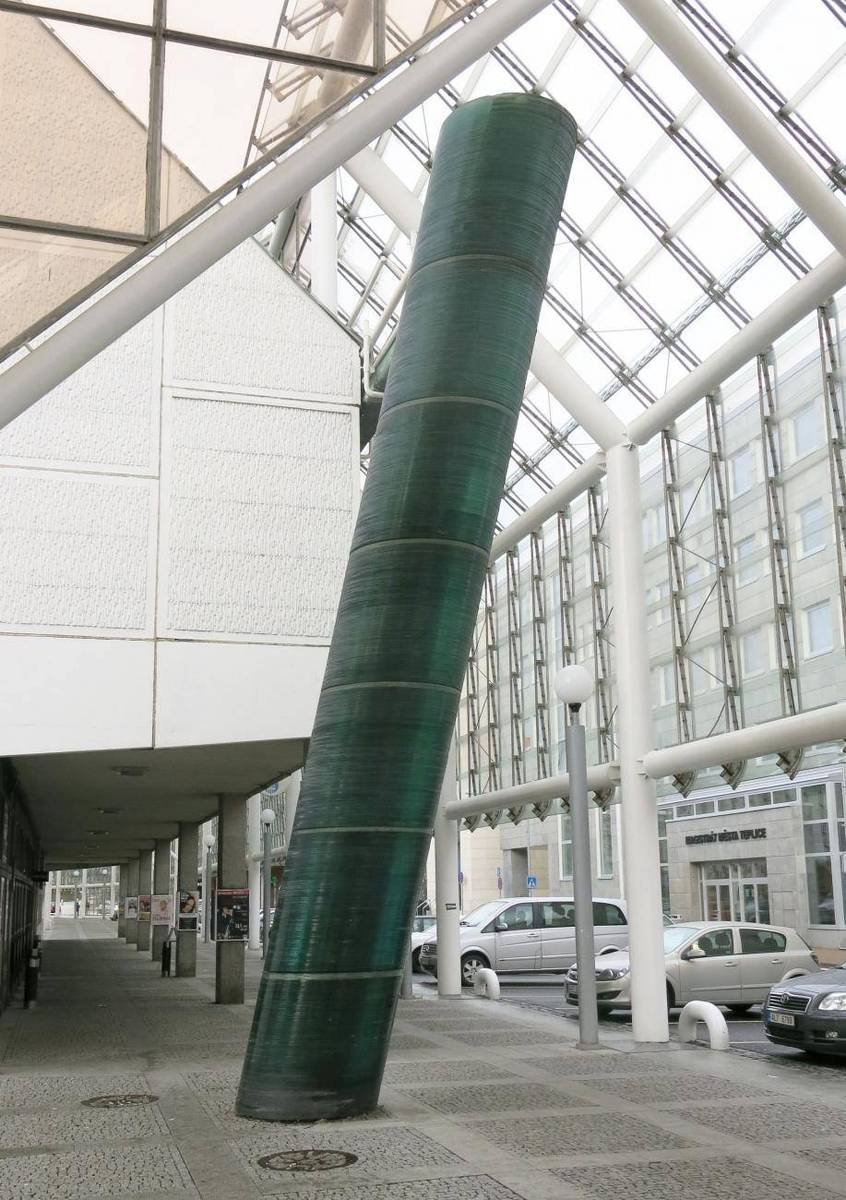
Skleněný nakloněný sloup/obelisk